# Halvdan av Skjöldungaätten
Halvdan Frodesson av Skjöldungaätten var enligt Ynglingasagan kung av Svitjod. Halvdan var son till kung Frode den fridsamme av Danmark. Han skall ha utkämpat flera strider mot kung Ane i Uppsala, och alltid segrat. Ane flydde då till Västergötland och Halvdan regerade i Uppsala i tjugo år. Han dog sedan av sjukdom och höglagdes i Uppsala. Den fördrivne Ane återtog sedan makten.